# Diocese de Fall River
A Diocese de Fall River (Dioecesis Riverormenensis) é uma circunscrição eclesiástica da Igreja Católica sediada em Fall River, localizada no estado norte-americano de Massachusetts. Abrange os seguintes condados: Barnstable, Bristol, Dukes, Nantucket e três cidades de Plymouth. Foi erigida em 12 de março de 1904, por meio da bula Superni apostolatus do Papa Pio X, sendo desmembrada da Diocese de Providence e sufragânea da Arquidiocese de Boston.  Seu atual bispo é Edgar Moreira da Cunha que governa a diocese desde 2014 e sua sé episcopal é a Catedral da Assunção de Maria.
Possui 82 paróquias assistidas por 221 sacerdotes e cerca de 35% da população jurisdicionada é batizada.

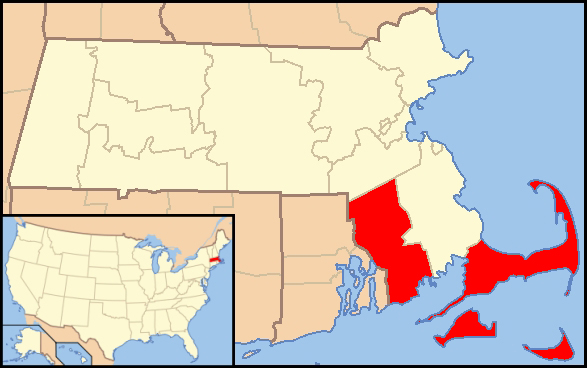
Área territorial da Diocese de Fall River.

## História
A primeira evidência documentada da vida católica no área que hoje corresponde a Diocese de Fall River é o registro da transferência de um terreno em New Bedford, em 19 de março de 1821, a Jean Cheverus, primeiro Bispo de Boston (cuja diocese abrangia, inicialmente a região dos estados de Connecticut, Maine, Massachusetts, Nova Hampshire, Rhode Island e Vermont embora houvesse desde os tempos coloniais, católicos na região. O padre Philip Lariscy, agostiniano irlandês, construiu uma pequena igreja nesse terreno com a ajuda de um grupo de paroquianos irlandeses e marinheiros portugueses. Esta igreja, dedicada a St. Lawrence, é o quarto templo católico mais antigo de Massachusetts, e sedia uma paróquia de mesmo nome, criada em 19 de março de 1821. Rapidamente, outras comunidades católicas surgiram. 
Após a Guerra Civil, a imigração para a área aumentou substancialmente. Em 1869, um padre português foi enviado a New Bedford para servir a comunidade que se tornaria a Paróquia de São João Batista, a primeira nos Estados Unidos fundada por católicos portugueses. No mesmo ano, a Paróquia de St. Anne, em Fall River, foi estabelecido para os franco-canadenses. Nas próximas décadas seriam criadas paróquias para atender fieis poloneses, italianos, alemães, cabo-verdianos e o católicos libaneses.
Em 17 de fevereiro de 1872, o Papa Pio IX criou a Diocese de Providence, e as nove paróquias desse região de Massachusetts passaram para sua jurisdição. Em 12 de março de 1904, o Papa Pio X estabelece a Diocese de Fall River, cujo território era a porção de Massachuestts sob jurisdição da Diocese de Providence. No momento de sua criação, a diocese contava com quarenta e quatro paróquias e uma população de 130.000 católicos. Seu primeiro bispo, William Stang, nasceu na Alemanha e ensinou na Universidade de Louvain na Bélgica e serviu com distinção nas paróquias e na cúria da Diocese de Providence.
O Bispo Stang é reconhecido como um homem de aprendizagem e santidade. Durante seu episcopado, que foi interrompido por sua morte prematura em 1907, ele criou diversas paróquias, zelosamente implementadas seguindo as diretrizes do papa sobre catequese e incentivou a fundação do Hospital de St. Anne. Foi sucedido por Daniel Feehan, um padre oriundo da Diocese de Springfield. Durante os vinte e sete anos como bispo, Feehan estabeleceu trinta e seis paróquias e se dedicou especialmente para as crianças, dando muita atenção às instituições de acolhimento de crianças da diocese. Estabeleceu, ainda, um escritório de serviços sociais e de caridade.
Quando o Bispo Feehan morreu em 1934, ele foi sucedido por James Cassidy, Bispo-coadjutor. Cassidy é lembrado com um acérrimo defensor dos direitos dos operários. Preocupado com as necessidades dos idosos, fundou diversos lares de acolhimento, que se tornaram instituições modelo. Em 17 de maio de 1945, o Bispo Cassidy faleceu e seu sucessor foi James Connolly, nomeado Bispo-coadjutor no mesmo ano.  
O Bispo Connolly estimulou vocações ao sacerdócio e se dedicou aos doentes, especialmente os incuráveis e crianças excepcionais. Fundou quatro escolas e o jornal diocesano, The Anchor. Em 1959, James Gerrard foi nomeado Bispo Auxiliar. Connolly participou de todas as quatro sessões do Concílio Vaticano II. Em 1966, o chanceler diocesano, Humberto Medeiros, foi ordenado Bispo de Brownsville, Texas. Medeiros tornou-se Arcebispo de Boston em 1970 e três anos mais tarde foi nomeado cardeal. Quando morreu, em 1983, foi enterrado, a seu pedido, ao lado de seus pais no Cemitério de St. Patrick, em Fall River.
Daniel Cronin se tornou o quinto Bispo de Fall River em dezembro de 1970 após a aposentadoria do Bispo Connolly. Cronin já havia servido a Santa Sé na Etiópia e na Secretaria de Estado do Vaticano antes de retornar a Boston, como Bispo Auxiliar em 1968. O Bispo Cronin implementou as mudanças do Concílio Vaticano II na diocese. Ele apoiou renovação litúrgica, a educação do clero e a restauração do diaconado permanente. Além disso, dedicou-se ao cuidado pastoral dos doentes nos hospitais.  Em 1991, o Papa São João Paulo II nomeou Cronin Arcebispo de Hartford. Ele foi substituído como Bispo de Fall River por Sean O'Malley, O.F.M. Cap., Bispo de St. Thomas nas Ilhas Virgens. O novo bispo teve de lidar imediatamente com um grave caso de abuso sexual clerical. 
O Bispo O'Malley abriu três novas escolas e reforçou o St. Mary’s Education Fund (Fundo de Educação Santa Maria) para os alunos que necessitam de assistência financeira para frequentar escolas diocesanas. Ele também estabeleceu um escritório do Ministério AIDS e dedicou-se às necessidades das comunidades de imigrantes, expandindo os serviços sociais diocesanos. Reorganizou a administração diocesana. Reconhecendo as mudanças demográficas e uma diminuição do número de sacerdotes, bem como o declínio no comparecimento aos serviços religiosos, O'Malley criou o Office of Pastoral Planning (Escritório de Planeamento Pastoral) para auxiliar o bispo nas decisões relativas à fusão de paróquias ou "compartilhamento de padres". No outono de 2002, O'Malley foi nomeado Bispo de Palm Beach, Flórida.
Após a Páscoa, em 30 de abril de 2003, George Coleman foi nomeado sétimo Bispo de Fall River. Sua ordenação teve lugar na Catedral da Assunção de Maria, em 22 de julho de 2003. Depois de estudos, o Bispo Coleman fez algumas mudanças estruturais no Departamento de Educação, nomeando um diretor de formação na fé para supervisionar diversos movimentos e pastorais da Diocese. 
Em 3 de julho de 2014 foi anunciado que o Papa Francisco aceitou a renúncia do Bispo Coleman, que havia completado setenta e cinco anos de idade. Edgar Moreira da Cunha, S.D.V., brasileiro, Bispo Auxiliar de Newark, foi nomeado oitavo Bispo de Fall River. Ele foi instalado na Catedral Diocesana em 24 de setembro de 2014.

## Prelados
|                          | Nome                              | Período   | Notas                         |        |
| Bispos                   | Bispos                            | Bispos    | Bispos                        | Bispos |
| ------------------------ | --------------------------------- | --------- | ----------------------------- | ------ |
| 8º                       | Edgar Moreira da Cunha, S.D.V.    | 2014–     | Atual                         |        |
| 7º                       | George William Coleman            | 2003–2014 |                               |        |
| 6°                       | Seán Patrick O'Malley, O.F.M.Cap. | 1992–2002 | Nomeado Bispo de Palm Beach   |        |
| 5º                       | Daniel Anthony Cronin             | 1970–1992 | Nomeado Arcebispo de Hartford |        |
| 4º                       | James Louis Connolly              | 1951–1970 |                               |        |
| 3°                       | James Edwin Cassidy               | 1934–1951 |                               |        |
| 2º                       | Daniel Francis Feehan             | 1907–1934 |                               |        |
| 1º                       | William Stang                     | 1904–1907 |                               |        |
| Bispo coadjutor          |                                   |           |                               |        |
|                          | James Louis Connolly              | 1945-1951 |                               |        |
|                          | James Edwin Cassidy               | 1934      |                               |        |
| Bispo auxiliar           |                                   |           |                               |        |
|                          | James Joseph Gerrard              | 1959-1976 |                               |        |
|                          | James Edwin Cassidy               | 1930-1934 | elevado a Bispo coadjutor     |        |
| Administrador apostólico |                                   |           |                               |        |
|                          | James Edwin Cassidy               | 1930-1934 | Bispo auxiliar                |        |